# Shōbu (Saitama)
Shōbu (jap. 菖蒲町, -machi) war eine Stadt auf der japanischen Hauptinsel Honshū im Landkreis Minamisaitama in der Präfektur Saitama. Am 23. März 2010 vereinigte sie sich mit Kurihashi und Washimiya zur Gemeinde Kuki.

## Geografie
Shōbu liegt westlich von Kuki und östlich von Konosu.

## Verkehr
- Straße:
  - Nationalstraße 122, nach Tōkyō oder Nikkō